# Hot Butter
Gli Hot Butter sono stati un gruppo musicale statunitense di musica elettronica per sintetizzatore Moog.

## Storia  del gruppo
Progetto musicale del tastierista, arrangiatore, e compositore jazz Stan Free, gli Hot Butter sono soprattutto noti per aver pubblicato la nota cover del brano Popcorn (1969) di Gershon Kingsley. Questa riedizione, pubblicata su singolo e nell'album Hot Butter del 1972, fu una delle prime tracce di musica elettronica a divenire una "hit" internazionale. Dopo aver pubblicato l'album More Hot Butter nel 1973, il gruppo si sciolse nella seconda metà degli anni settanta.

## Discografia

### Album
- 1972 - Hot Butter
- 1973 - More Hot Butter

### Singoli
- 1972 - Popcorn
- 1972 - Apache
- 1972 - Tequila
- 1973 - Percolator
- 1973 - Slag Solution
- 1977 - You Should Be Dancing

## Formazione
- Stan Free
- Dave Mullaney
- John Abbott
- Bill Jerome
- Steve Jerome
- Danny Jordan